# 金末仇
金末仇（?—?），《三国遗事》作金未仇，新罗宗室，第十七任国王奈勿麻立干和金大西知的父亲。
金末仇的父亲是金仇道，他是金味邹的弟弟。末仇官至角干。他的夫人是休禮夫人金氏。儒禮尼師今八年（291年）正月，拜金末仇爲伊伐湌，金末仇忠貞，有智慧谋略，儒禮王常常訪問政要。訖解尼師今四十七年（356年），訖解王死后，末仇的儿子楼寒即位，号称奈勿王、奈勿麻立干。